# سيلينغ لابويو

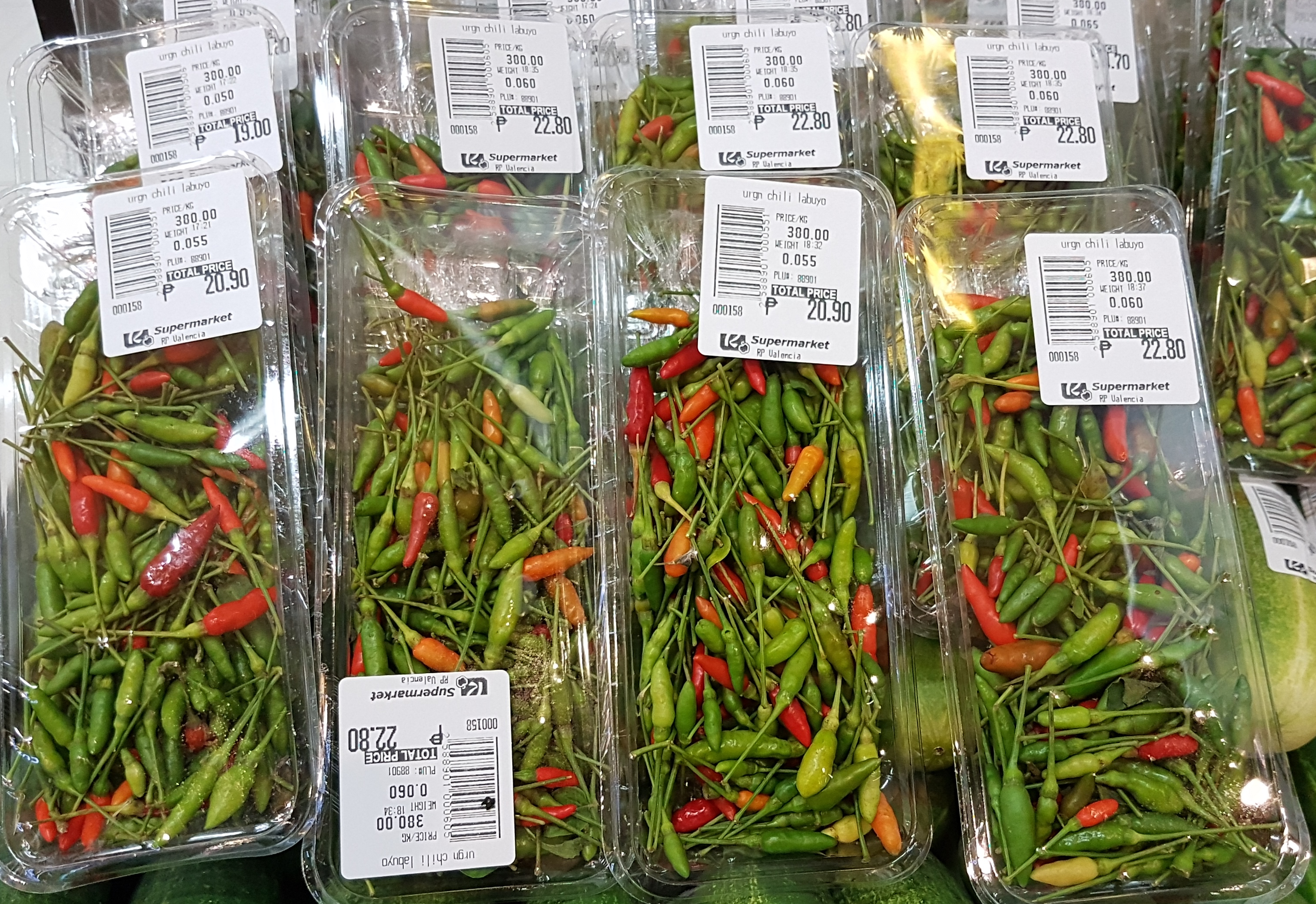
سيلينج لابويو في سوبر ماركت فلبيني

سيلينج لابويو Siling labuyo هو نوع صغير من الفلفل الحار تم تطويره في الفلبين بعد التبادل الكولومبي. ينتمي إلى نوع (الفليفلة القشرية) ويتميز بثمار صغيرة مثلثة الشكل تنمو متجهة إلى الأعلى. تُستخدم الثمار والأوراق في إعداد الأطباق التقليدية في المطبخ
الفلبيني تتميز الثمار برائحة نفاذة، ويبلغ تصنيفها على مقياس سكوفيل ما بين 80,000 إلى 100,000 وحدة حرارية.
الاسم العلمي للصنف هو من أصل تاغالوغي، ويترجم حرفيًا إلى "الفلفل البري". يُعرف أيضًا ببساطة باسم "لابويو" أو "فلفل لابويو". غالبًا ما يُخلط بين فلفل عين الطائر التايلاندي وفلفل لابويو في الفلبين، على الرغم من أنهما نوعان مختلفان، تكون ثمار فلفل عين الطائر أكبر بكثير. يُعد سيلينج لابويو واحدًا من نوعين شائعين من الفلفل الحار المحلي في الفلبين، والنوع الآخر هو "سيلينج هابا" (وهو صنف من Capsicum annuum).
يُعتبر فلفل سيلينج لابويو عمومًا أصغر أنواع الفلفل الحار في العالم، حيث يبلغ طول الثمرة عادة حوالي 0.20 بوصة (0.51 سم) وعرضها حوالي 0.10 بوصة (0.25 سم).
تم إدراج سيلينج لابويو في كتالوج "Ark of Taste" الدولي، الذي يوثق الأطعمة التراثية المهددة بالانقراض، ضمن قائمة الفلبين، وذلك من قبل حركة "Slow Food".

## التصنيف والأسماء
يُعرف سيلينج لابويو رسميًا بالاسم العلمي Capsicum frutescens 'Siling labuyo'، وينتمي إلى نوع الفلفل الحار الشجيري. تشمل الأصناف المرتبطة به Tabasco وMalagueta وPeri-peri.
الاسم الشائع "الفلفل البري" مشتق من الكلمات التاغالوغية sili (بمعنى "الفلفل الحار") بالإضافة إلى الصفة labuyo التي تعني "النمو البري"، وهو أيضًا مصطلح يُستخدم للإشارة إلى "الدجاج البري" أو "دجاج الأدغال". تشمل الأسماء المحلية الأخرى لهذا الفلفل: Chiling bundok، فلفل الطيور الحار، Pasitis، وPasiti (باللغة التاغالوغية)؛ Katumbal، Kutitot، وSiling kulikot (باللغة البيسايا)؛ Katumba أو Lara gangay (باللغة التاوسوغية)؛ Sili ti diablo/Sairo (باللغة الإيلوكانوية)؛ Lada، Sambalas، وRimurimo (باللغة البيكولانية)؛ Baktin (باللغة الإيفوجاوية)؛ وLuya tidok (باللغة الماراناوية).

## وصف

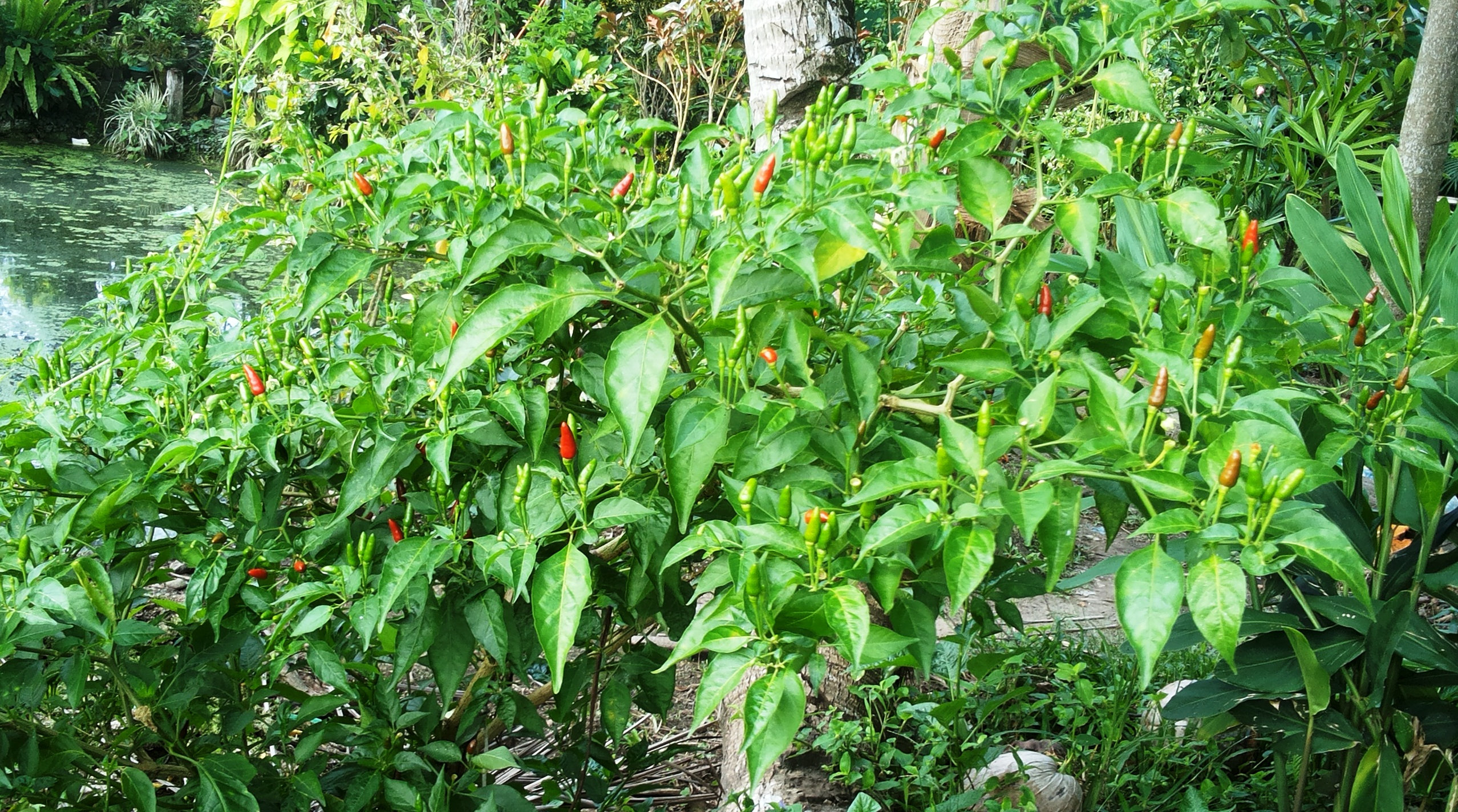
شجيرة لابويو سيلينج ناضجة

يتميز سيلينج لابويو بنمط نمو مدمج، حيث يصل ارتفاعه إلى ما بين 0.8 و1.5 متر (2 قدم و7 بوصات إلى 4 أقدام و11 بوصة). تحتوي الشجيرة على أوراق ناعمة بيضاوية إلى رمحية الشكل، يبلغ طولها حوالي 2.5 بوصة (64 ملم) مع أطراف مدببة. تنتج أزهارًا صغيرة ذات لون أبيض مخضر وأسدية أرجوانية.
تتحول الأزهار إلى عدد كبير من الثمار الصغيرة المدببة، التي يبلغ طولها حوالي 25 ملم (1 بوصة). تتميز الثمار برائحة نفاذة جدًا، وتكون محمولة في وضع منتصب (موجهة للأعلى). تبدأ الثمار بلون أخضر داكن عندما تكون غير ناضجة، ثم تنضج عادة إلى لون أحمر زاهٍ. وبحسب درجة النضج أو الصنف، قد تعرض الثمار ألوانًا أخرى مثل الأصفر، البرتقالي، الأبيض، أو الأرجواني الزاهي. تنمو الأزهار والثمار عادة في مجموعات تضم من 2 إلى 3 عند كل عقدة.
ثمار سيلينج لابويو Siling labuyo صغيرة الحجم لكنها شديدة الحرارة، حيث تتراوح حرارتها بين 80,000 و100,000 وحدة سكوفيل، مما يضعها عند الطرف الأدنى من نطاق حرارة فلفل Habanero.

## استخدامه في الطبخ
على الرغم من أن سيلينج لابويو Siling labuyo ليس مكونًا محوريًا في المطبخ الفلبيني كما هو الحال مع فلفل عين الطائر في مطابخ جنوب شرق آسيا الأخرى، إلا أنه لا يزال يُستخدم بشكل شائع. تُستهلك أوراقه عادة كخضروات، خاصة في أطباق مثل Tinola.
ومع ذلك، فإن الاستخدام الأكثر شيوعًا لـ سيلينج لابويو Siling labuyo هو في صلصات الغمس (sawsawan)، والتي تُقدَّم عادة مع الأطباق الفلبينية المقلية أو المشوية. على عكس المأكولات الغربية، تُحضَّر هذه الصلصات حسب تفضيلات العميل بدلاً من إعدادها مسبقًا. غالبًا ما يُقدَّم Siling labuyo كخيار حار إضافي، إلى جانب kalamansi وصلصة الصويا والخل وpatís (صلصة السمك الفلبينية).
يُعتبر سيلينج لابويو Siling labuyo أيضًا مكونًا أساسيًا في balabâ, وهو نوع من التوابل الحلوة والحارة المصنوعة من البصل الأخضر وجوز الهند والزنجبيل والكركم، والتي تشكّل عنصرًا أساسيًا في مطبخ شعب Maranao.
ييمكن أيضًا استخدام سيلينج لابويو Siling labuyo في صنع الخل المتبل على الطريقة الفلبينية (مثل sinamak و sukang pinakurat)، والذي يُستخدم أيضًا كصلصة غمس. بدلاً من خلط الفلفل الحار الطازج على المائدة، يتم نقع الخل نفسه بكمية كبيرة من Siling labuyo والتوابل الأخرى، ثم يُخزن في زجاجات أو أوعية زجاجية. يمكن حفظه لفترات طويلة في الثلاجة، ويتطور طعمه مع مرور الوقت.
- يتم خلط فلفل لابويو وكالامانسي مع صلصة الصويا والخل و/أو صلصة السمك وفقًا لتفضيل الزبون لخلق صلصة غمس (سوسوان)
- سيناماك، وهو خل متبل تقليدي فلبيني، يتم تحضيره من خلال حفظ سيلينغ لابويو والتوابل الأخرى في خل قصب السكر أو خل النخيل
- بالابا، وهي توابل حلوة وحارة تعد جزءًا أساسيًا من مطبخ شعب ماراناو
- أوراق سيلينغ لابويو الصالحة للأكل
- "حساء Suam na asuhos (حساء سمك الويتنج) مع سيلينغ لابويو وأوراق مالونجاي وميسوا"
- دجاج تنولا مع أوراق سيلينغ لابويو

## استخدام المبيدات الطبيعية
يمكن استخدام سيلينج لابويو كمبيد طبيعي للآفات في المحاصيل في الفلبين. تُعتبر ثمار وقشور وبذور شجرة سيلينج لابويو فعّالة في مكافحة النمل والمن واليرقات وخنفساء كولورادو وديدان الملفوف، فضلاً عن الآفات التي تهاجم المخازن وأماكن التخزين.
تشير تكنولوجيا الإدارة المتكاملة للآفات إلى أن آليات مكافحة الآفات الطبيعية مفيدة، وأنه من المشجع تعزيز نمو المحاصيل الصحية مع الحد الأدنى من الاضطراب في النظم البيئية الزراعية.

## الأصناف التي يتم الخلط بينها بشكل شائع
يتم تصنيف العديد من أصناف الفلفل الحار المستوردة بشكل خاطئ على أنها "سيلينغ لابويو" في الأسواق الفلبينية، خاصة في لوزون، بسبب سهولة نموها وحصادها مقارنةً بسيلينغ لابويو. كما أن هذه الأصناف تتميز بلون وشكل أكثر تناسقًا ومدة صلاحية أطول، لكنها تعتبر أقل حرارة من سيلينغ لابويو.
تشمل الأصناف التي تم تصنيفها بشكل خاطئ فلفل عين الطائر الأحمر ("الفلفل التايلاندي")، وهو في الواقع نوع من الفلفل الحار ينتمي إلى صنف مختلف (Capsicum annuum) الذي جاء من تايلاند. على عكس فلفل C. frutescens، تظهر ثماره متدلية للأسفل على النبات. في لوزون، يتم أيضًا بيع فلفل "سيلينغ تنغالا" و"سيلينغ تاري"، وهما هجينان عاليان الإنتاج من C. frutescens وC. annuum من تايوان، عادةً تحت اسم "سيلينغ لابويو". وعلى الرغم من أن لهما أصلاً من C. frutescens (حيث أن ثمارهما أيضًا تحمل بشكل منتصب إلى حد ما)، إلا أنهما أطول بكثير ولونهما أحمر بشكل موحد، مشابه لفلفل عين الطائر التايلاندي.
- سيلينغ تنجالا، هجين F1 يُصنف بشكل خاطئ عادةً على أنه "سيلينغ لابويو" في أسواق لوزون
- سيلينغ تاري، سُمي بهذا الاسم نسبةً إلى مخالب دِيَك القتال (تاري)، بسبب اتجاه نمو الثمار. كما يُصنف بشكل خاطئ عادةً على أنه "سيلينغ لابويو" في الأسواق